# Bubasteion de Saqqarah
Pour les articles homonymes, voir Bubasteion.
Le Bubasteion de Saqqarah (du grec Βουβαστειών, en égyptien ancien Per-Bastet Nebet-Ânkh-Taouy « Maison de Bastet, dame de la nécropole ») désigne en grec le téménos, périmètre consacré à la déesse Bastet, à son sanctuaire et à ses catacombes, situé à l'entrée de la nécropole de Memphis. Mais ce terme, datant de la période ptolémaïque, remonte au moins dès le Nouvel Empire à la présence à Saqqarah d'un temple consacré à cette déesse chatte, Bastet dame d'Ânkh-Taouy, du nom d'un quartier de Memphis qui avait une sorte d'« annexe » dans la nécropole.
Le site est étudié par la mission archéologique française du Bubasteion (MAFB) depuis 1986, les premières investigations ayant eu lieu en 1976 par Alain-Pierre Zivie.

## Enceinte sacrée
Le complexe du temple est situé au sud-est de la pyramide de Téti et au sud de l'Anoubieion. Au Nouvel Empire, le site abritait déjà un temple dédié à Bastet, vénérée comme la « Maison de Bastet, dame d'Ânkh-Taouy », c'est-à-dire « dame de la nécropole » (Per-Bastet Nebet-Ânkh-Taouy, Pr-Bȝst Nbt-ˁnḫ-Tȝ.wy). Le lieu où se trouvait ce temple se nommait probablement dans l'antiquité la « Falaise » (Ta-Dehenet, Tȝ-Dhnt). Le choix de l'emplacement n'est pas anodin, car, comme la plupart des déesses léonines, Bastet est une divinité gardienne des localités aux abords du désert. De plus, une étendue d'eau située au sud de l'enceinte, et qui devait être plus grande qu'elle ne l'est aujourd'hui, devait jouer un rôle sacré dans le domaine des fêtes funéraires incluant la traversée de ce plan d'eau. 
Le complexe du temple est constitué d'un péribole de 275 mètres de large et 325 mètres de long. Les enceintes de l'Anoubieion et du Bubasteion n'était pas jointes, un espace les séparait. Cette enceinte comportait un porte massive au sud, entrée principale du lieu, ainsi qu'une seconde porte, au nord, située en face de la porte sud de l'enceinte de l'Anoubieion, permettant ainsi aux deux espaces sacrés de communiquer. Cette enceinte, en plus d'abriter le temple de Bastet, incluait en son sein les habitations du personnel ainsi que l'entrée des catacombes.

## Catacombes
Au cours de la seconde moitié de la XVIIIe ainsi que de la XIXe dynastie, de hauts dignitaires se sont fait construire des tombes creusées dans la roche dans cette région, qui ont ensuite été réutilisées comme catacombes pour chats. À ce jour, plus d'une centaine de momies de chats et des milliers d'os de chats ont été découverts. Le cimetière pour chats, qui s'est développé au cours de la seconde moitié du Ier millénaire avant l'ère commune, est devenu aussi important que celui de Tell Basta. Des examens radiographiques ont montré que la majorité des chats ont été tués à un jeune âge, soit par strangulation, soit par des coups violents sur le crâne. Plusieurs paquets examinés ne contenaient que quelques os de chat, et d'autres ne contenaient même pas d'os, mais seulement de l'argile et des cailloux. Les chats étaient momifiés de deux manières différentes. Dans l'une, les pattes et la queue étaient attachées et enroulées près du corps ; dans l'autre, la tête, le corps, les pattes et la queue étaient enveloppés séparément dans un tissu, certains avec les yeux et les oreilles ajoutés. Certaines momies ont été trouvées dans des sarcophages en bois ou en pierre. Certaines ont même été enterrées avec des chatons, des sculptures, des bijoux et des amulettes. La procédure de momification était assez simple : l'animal était simplement séché sans que ses entrailles ne soient retirées. Les prêtres vendaient peut-être aux pèlerins des momies de différentes qualités.
Dans la tombe de Maïa, la nourrice de Toutânkhamon, découverte sur le site en 1996, un squelette de lion a été mis au jour en 2001. Le lion était considéré comme une manifestation du dieu Maahes, fils de Bastet.
En 2019, cinq momies de lions ont été découvertes dans la nécropole.

## Tombes du Nouvel Empire

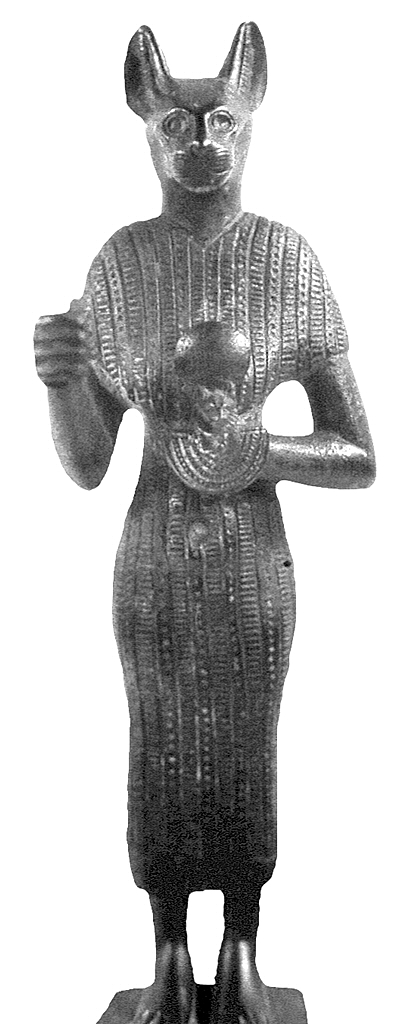
Statuette de la déesse Bastet à tête de lionne, bronze, argent et électrum, v. 300-250 av J.C.

Au sud du Bubasteion, près du quartier général des fouilles de la mission française, se trouve un flanc de colline qui contient deux niveaux de tombes. Celles-ci ont été commanditées par de hauts fonctionnaires de la seconde moitié de la XVIIIe ainsi que de la XIXe dynastie et ont été pillées à la Basse Époque. Elles ont ensuite été réaménagées et réutilisées pour les momies de chats provenant du sanctuaire voisin de Bastet. Deux de ces tombes ont été découvertes au début des années 1980 et les autres ont été mises au jour plus récemment. La plupart des tombes sont creusées dans la roche, mais certaines sont construites en calcaire de Tourah, un matériau de grande valeur. La décoration est très variée, souvent très différente d'une tombe à l'autre. Elle se compose principalement de reliefs, ainsi que de peintures dont la qualité varie de bonne à exceptionnelle. De nombreux objets découverts dans les tombes, en particulier ceux provenant de la tombe d'Aper-el, se trouvent aujourd'hui au musée Imhotep à Saqqarah.
La numérotation des tombes est celle du MAFB, dans lequel les tombes du niveau supérieur sont numérotées avec un chiffre romain I et celles du niveau inférieur avec un II. Il existe peut-être un troisième niveau, enfoui sous les débris. Après le chiffre romain, les tombes individuelles sont numérotées d'est en ouest avec des chiffres arabes :
|            |                           |                                              |  |  |  |  |  |  |  |  |  |  |  |  |  |  |  |  |  |
| Bub. I. 1  | Aper-el                   | Règnes d'Amenhotep III et Akhenaton          |  |  |  |  |  |  |  |  |  |  |  |  |  |  |  |  |  |
| Bub. I. 3  | Resh (haut fonctionnaire) | Règnes de Thoutmôsis IV et Amenhotep III     |  |  |  |  |  |  |  |  |  |  |  |  |  |  |  |  |  |
| Bub. I. 5  | Méry-Sekhmet              | Fin de la XVIIIe dynastie                    |  |  |  |  |  |  |  |  |  |  |  |  |  |  |  |  |  |
| Bub. I. 6  | Nehesy (en)               | Règne d'Hatchepsout                          |  |  |  |  |  |  |  |  |  |  |  |  |  |  |  |  |  |
| Bub. I. 13 | Seth (échanson)           | Règne d'Amenhotep III                        |  |  |  |  |  |  |  |  |  |  |  |  |  |  |  |  |  |
| Bub. I. 16 | Netjerouymès              | Règne de Ramsès II                           |  |  |  |  |  |  |  |  |  |  |  |  |  |  |  |  |  |
| Bub. I. 19 | Thoutmôsis                | Règne d'Akhenaton et période post-amarnienne |  |  |  |  |  |  |  |  |  |  |  |  |  |  |  |  |  |
| Bub. I. 20 | Maïa                      | Règnes de Toutânkhamon et Aÿ                 |  |  |  |  |  |  |  |  |  |  |  |  |  |  |  |  |  |
| Bub. I. 21 | Penrenout                 | Règne de Mérenptah                           |  |  |  |  |  |  |  |  |  |  |  |  |  |  |  |  |  |
| Bub. I. 27 | Raïa (térsorier)          | Règne d'Akhenaton                            |  |  |  |  |  |  |  |  |  |  |  |  |  |  |  |  |  |
| Bub. II. 4 | Méryrê (en)               | Règne d'Amenhotep III                        |  |  |  |  |  |  |  |  |  |  |  |  |  |  |  |  |  |
| Bub. II. x | Ptahmosé                  | Règne d'Amenhotep III                        |  |  |  |  |  |  |  |  |  |  |  |  |  |  |  |  |  |